# Glencoeleberis thomsoni
Glencoeleberis thomsoni är en kräftdjursart som först beskrevs av N. de B. Hornibrook 1952.  Glencoeleberis thomsoni ingår i släktet Glencoeleberis och familjen Trachyleberididae. Inga underarter finns listade i Catalogue of Life.